# Andning
| Andning |
| --- |
| Lungor och luftstrupe hos människa. - Betydelse – djurs inhämtande av syrgas och avgivande av koldioxid - Syfte – produktion av energi för kroppens celler - Faser – ventilation, respiration, cellandning - Liknande begrepp – fotosyntes (motsatt process hos växter) |

Andning (respiration) är den process där vissa organismer – bland annat djur – inhämtar syrgas (O2) och avger koldioxid (CO2) till omvärldens luft eller vatten. Andningen sker med hjälp av ett speciellt andningsorgan (lungorna eller gälarna), alternativt via huden. Processen består av flera faser, och det är oftast den yttre andningen (extern respiration) som man syftar på med ordet andning.

## Historia och etymologi
Andningsfunktionen har sedan urminnes tid kopplats ihop med olika livsprocesser och även livet som sådant (när andningen upphör dör en person), och ordet är hämtat från orden ande och anda. Andningsproblem vid kraftig ansträngning kan beskrivas som att man tappar andan, och när andningen lämnar kroppen avlider en person. Motsvarande begreppskoppling finns i bland annat latinet och i olika romanska språk, där man av spiritus ('ande') bildat respiratio ('andning').

## Funktion och faser
Utan lungor skulle endast kroppens allra mest ytliga celler kunna försörjas med syrgas och avge koldioxid. För att uppnå detta genomgår andningen följande fyra faser:
- ventilation (in och utflöde av luft)
- gasutbyte (diffusion av syrgas och koldioxid mellan blod och alveoler), även kallat extern respiration
- transport av syrgas och koldioxid till och från cellerna, även kallat intern andning
- reglering av ventilationen

En människa andas under ett dygn mellan tio och 20 kubikmeter luft, beroende på kroppsansträngning. Det är dock fullt möjlighet att leva med endast en lunga.

### Ventilation
Andning är en komplex procedur som involverar många olika vävnadstyper av strukturer i bröstkorgen. När en inandning påbörjas kontraherar diafragman och intercostalmuskulatur, vilket i sin tur utvidgar lungorna och lungsäcken (pleura). Det leder i sin tur till ett undertryck (i förhållande till atmosfärstryck) i utrymmet mellan lungsäcken och lungan samt i lungornas alveoler.
Undertrycket skapar ett sug av luft in till lungorna, vilket medför att alveolerna fylls med luft spontant. Vid en utandning slappnar diafragman och andra muskler av, vilket på grund av lungornas elastiska uppbyggnad gör att lungan dras ihop. Då trycket ökar inne i alveolen kommer luft flöda ut mot munhålan. Den positiva tryckskillnaden mellan alveol och munhåla driver luftflödet vid utandning. Därför kan man också säga att inandningen är en aktiv process, medan utandningen i vila är passiv. Vid forcerad utandning används mm. intercostales interni, m. rectus abdominis, m. obliquus externus abdominis, m. obliquus internus abdominis samt m. transversus abdominis.
Vid konstgjord andning med mun-mot-mun-metoden eller respirator används istället övertrycksandning, då ett övertryck applicerat på luftvägarna trycker ner luft i lungorna som därmed utvidgas.
Dynamiken i bröstkorgen ges av cartilagines costales. Under åldringsprocessen förbenas denna broskstruktur, vilket är anledningen till att äldre människor mer får förlita sig till bukandningen.
Alveolernas maximala yta hos en människa motsvarar ungefär 90 m², vilket motsvarar en halv tennisplan.

### Yttre andning
Gasutbytet sker i alveolerna och är även den enda spontana process som förlitar sig på termodynamikens tre huvudsatser. Gasutbytet är möjligt för att syrgas och koldioxid utövar olika partiella tryck i alveolen och i kapillären. Denna skillnad jämnas ut och därför sker utbytet kontinuerligt. För syrgas gäller att partialtrycket är högre än i kapillären så att syrgas diffunderar till blodet som syresätts. Koldioxid har däremot enbart lite högre partiellt tryck i kapillären jämfört med lungan. Koldioxid diffunderar därför ut i alveolen från blodet. Att partialtrycket endast skiljer sig lite för koldioxid, medan en hög skillnad krävs för syrgas har att göra med gasernas löslighet. Eftersom koldioxid löser sig i blodet mycket bättre än syrgas krävs det olika partiella tryck. Detta enligt Boyles lag.
Gasutbytet regleras då syrgasens partiella tryck sjunker i en del av bronkioler, till exempel på grund av slem, genom att de omgivande arteriolerna kontraherar och minskar blodflödet så att det omdirigeras till andra med högre syrgashalt. Då koldioxid ökar svarar istället bronkioler som är omgivna av glatt muskulatur genom att vidgas så att överskottet kan passera ut till atmosfären.

### Inre andning
Den inre andningen – cellandningen – sker inuti kroppens olika celler. I dessa livsprocesser produceras energi som är biologiskt användbar, genom att organiska molekyler spjälkas samtidigt som syre tas upp och koldioxid bildas – benämnt aerob förbränning. I vidare bemärkelse kan andning även ske under den molekylspjälkning som inte kräver syre – anaerob andning.
Då blodet syresatts i lungorna transporteras det via hjärtat och systemkretsloppet till övriga organ. Organ i behov av syre är omgivna av kapillärer och här sker det motsatta som händer vid extern respiration. Principerna är dock desamma. Syrgas kommer med artärer och har ett högt partiellt tryck till celler med lågt partiellt tryck för syrgas. Transporten av syrgas sker därför in i cellen. Koldioxidtrycket däremot är högre i cellen än i blodet och transporteras ut ur cellen.

## Växters "andning"
Hos växter sker en, jämfört med djuren, motsatt "andningsprocess". Fotosyntesen innebär att växten förbrukar koldioxid och under den energiproduktionen genererar syrgas som en avfallsprodukt.

## Typer av andningsorgan
- Lungor
- Gälar
- Trakéer